# Kilsmo
Kilsmo is een plaats in de gemeente Örebro in het landschap Närke en de provincie Örebro län in Zweden. De plaats heeft 274 inwoners (2005) en een oppervlakte van 50 hectare.
De plaats ligt aan de spoorweg Västra stambanan en aan het meer Sottern. De dichtstbijzijnde "grote stad" is Örebro, deze stad ligt 30 kilometer ten noordwesten van de plaats.